# Nowe Miasto (gmina w województwie lwowskim)
Nowe Miasto (1941–44 Nowe Miasto Przemyskie) – dawna gmina wiejska istniejąca w latach 1934–1939 i 1941–1944  w woj. lwowskim (dzisiejszy obwód lwowski). Siedzibą gminy było Nowe Miasto (obecnie wieś na Ukrainie).
Gminę zbiorową Nowe Miasto utworzono 1 sierpnia 1934 roku w województwie lwowskim, w powiecie dobromilskim, z dotychczasowych jednostkowych gmin wiejskich: Błozew Górna (Болозів), Boniowice (Боневичі), Grabownica Sozańska (Грабівниця), Grodzisko (Городисько), Komarowice (Комаровичі), Koniów (Конів), Nowe Miasto (Нове Місто), Posada Nowomiejska (Посада-Новоміська), Przedzielnica (Передільниця), Towarnia (Товарна) i Wołcza Dolna (Нижня Вовча).
Podczas okupacji hitlerowskiej (1941–44) weszła w skład Landkreis Przemysl (powiatu przemyskiego), należącego do dystryktu krakowskiego Generalnego Gubernatorstwa. Po wojnie gminy Nowe Miasto nie odtworzono a jej obszar wszedł w struktury administracyjne Związku Radzieckiego.